# Ненад Милијаш
Ненад Милијаш (рођен 30. априла 1983. у Београду) је бивши српски фудбалер. Играо је на позицији везног играча.
Каријеру је почео у екипи Земуна да би у јануару 2006. прешао у Црвену звезду. Са црвено-белима је у наредне три и по сезоне освојио две дупле круне. Од 2009. до 2012. је играо у енглеској Премијер лиги за Вулверхемптон да би се 2012. вратио у Црвену звезду. У свом другом мандату у клубу је освојио још једну титулу првака Србије. Од 2014. до 2016. је играо у Турској и Кини да би се онда вратио у Звезду и до краја каријере 2019. године освојио још две титуле.
За репрезентацију Србије је играо од 2008. до 2011. године и у том периоду је одиграо 25 утакмица уз четири постигнута гола. Био је учесник Светског првенства 2010. у Јужној Африци.

## Каријера

### Земун
Милијаш је прошао млађе категорије Земуна, а за први тим овог клуба је дебитовао седам дана пре 17. рођендана, када је ушао у финишу меча са Партизаном 2000. године. У дресу Земуна је до децембра 2005. одиграо 129 првенствених утакмица на којима је постигао 17 голова.

### Црвена звезда
У јануару 2006. је потписао уговор са Црвеном звездом. Незванични деби имао је 20. јануара 2006. на Кипру, у пријатељској утакмици са Литексом, коју су Бугари добили 2:0. Прву такмичарску утакмицу за црвено-беле је одиграо 18. фебруара против Вождовца на Душановцу, када је Звезда славила 2:0 головима Душана Ђокића и Бошка Јанковића. Свој први гол за Звезду је постигао је 11. марта 2006. у победи над Радом 1:0 на "Маракани". Већ у првој полусезони освојио је дуплу круну. Одиграо је десет утакмица у шампионату уз четири поготка, док је у Купу наступио у два меча.
У наредној сезони је поново освојио дуплу круну. Милијаш је у шампионату 2006/07. играо на 25 утакмица уз пет постигнутих погодака, од којих је један био са беле тачке против Партизана у Хумској за победу од 2:1 у 130. вечитом дербију. У освајању Купа забележио је четири одигране утакмице уз један постигнут гол, и то у полуфиналу против Партизана са велике удаљености у 15. минуту за тријумф од 1:0.
Милијаш са Звездом из два покушаја није успео да се стигне до групне фазе Лиге шампиона. Прво је Милан био успешнији у последњој рунди квалификација 2006. године, док се 2007. године испречио шкотски Глазгов Ренџерс, па је Звезда такмичење наставила у Купу УЕФА, где је Милијаш постигао погодак против Бајерна у Београду, а црвено-бели су испустили предност од 2:1 у самом финишу утакмице и на крају изгубили резултатом 2:3.
Црвена звезда је шампионат Србије 2007/08. завршила без пораза, али је имала много нерешених резултата, па је на крају била друга, иако је савладала Партизан у 132. вечитом дербију са 4:1 на домаћем терену. Милијаш је на том мечу постигао гол из пенала и поставио коначан резултат, а утакмица је одиграна без присуства публике због казне. Екипа је у Купу заустављена у полуфиналу против Партизана резултатом 2:3, а Милијашу је након судијске грешке поништен регуларан погодак. Милијаш је у сезони 2007/08 укупно одиграо 42 меча у свим такмичењима и постигао 12 голова, само три мање од првог стрелца екипе Ненада Јестровића.
Звезда је лоше одиграла сезону 2008/09. и завршила на трећем месту на табели, а Милијаш је био први стрелац тима са чак 18 голова на 33 утакмице у шампионату. У сезони за заборав одиграо је укупно 39 утакмица у свим такмичењима (највише у тиму) и са 23 поготка био убедљиво најбољи стрелац и играч клуба, а заједно са Алмамијем Мореиром је проглашен је за најбољег фудбалера првенства Србије.

### Вулверхемптон
У јуну 2009. је потписао четворогодишњи уговор са Вулверхемптоном. Деби у дресу Вулвса је имао 15. августа 2009. на утакмици против  Вест Хема, у првом колу Премијер лиге. Иако је његов тим изгубио са 2:0, Милијаш је пружио одличну партију па га је Скај спортс прогласио за играча меча, док је по избору Еуроспорта уврштен у идеални тим 1. кола. Свој први гол у дресу Вулвса је постигао 5. децембра 2009. у победи од 2:1 над Болтоном. Свој други и уједно последњи гол у сезони 2009/10. је постигао 20. децембра 2009. у победи 2:0 над Барнлијем. У својој првој сезони у дресу Вулвса је наступио на 19 утакмица (12 као стартер) у Премијер лиги а забележио је и два наступа у ФА купу и један у Лига купу.
У сезони 2010/11. је одиграо 23 утакмице у Премијер лиги (20 као стартер) и постигао два гола. Први гол је постигао 30. октобра 2010. у победи свог клуба (2:1) над Манчестер ситијем. Други гол је постигао 15. јануара 2011. против истог ривала, али овај пут у поразу (4:3) на Градском стадиону у Манчестеру. Одличну партију је пружио и 6. марта 2011. када је у ремију са Тотенхемом (3:3) прво забележио асистенцију а потом је над њим направљен и пенал који је његов саиграч Кевин Дојл реализовао. Постигао је и два гола у Лига купу, оба са пенала против екипа Саутенда и Нотс каунтија. Постигао је и један гол у ФА купу, 8. јануара 2011. на утакмици против Донкастер роверса која је завршена нерешеним резултатом 2:2.
У сезони 2011/12. је одиграо 20 утакмица у Премијер лиги (шест као стартер) и није постигао гол. Таман када се усталио у стартној постави Вулвса, Милијаш је 27. децембра 2011. добио директан црвени картон после старта над Микелом Артетом фудбалером Арсенала. Добио је три меча казне. Клуб се жалио на ову одлуку али је жалба одбијена. Након што је казна истекла, Милијаш није забележио ниједан старт до краја сезоне у Премијер лиги. Вулвси су на крају сезоне испали из премијерлигашког друштва. У овој сезони Милијаш је своје једине голове дао у Лига купу, један против Нортемптона и један против Манчестер ситија.
У августу 2012. је стављен на трансфер листу, а 30. августа 2012. је споразумно раскинуо уговор са Вулвсима.

### Повратак у Звезду
Милијаш се 31. августа 2012. вратио у Црвену звезду. Дана 22. септембра 2012. на суперлигашкој утакмици против Хајдука у Кули (1:0 за Звезду), Милијаш је одиграо своју стоту првенствену утакмицу за црвено-беле. У сезони 2012/13 је забележио укупно 29 мечева у свим такмичењима уз девет голова, од чега је један био победоносни у 143. вечитом дербију и то главом за тријумф резултатом 3:2.
У наредној 2013/14. сезони, Милијаш је као капитен био један од кључних играча у освајању 26. титуле првака. У походу ка свом трећем шампионском пехару одиграо је 29 утакмица у првенству (највише у тиму уз голмана Бобана Бајковића) и постигао осам голова по чему је био трећи стрелац Звезде, уз девет асистенција. Рачунајући сва такмичења у сезони 2013/14 забележио је 36 одиграних утакмица и девет погодака.
Започео је и сезону 2014/15. у црвено-белом дресу и својим головима је донео бодове против нишког Радничког (2:0) и Јагодине (3:0), а опроштајни меч имао је против Војводине (1:0) у Новом Саду.

### Турска и Кина
Дана 26. августа 2014. Милијаш је потписао двогодишњи уговор са турским друголигашем Манисаспором. У турској екипи је за пет месеци на 18 лигашких мечева постигао седам погодака. У фебруару 2015. је прешао у кинеског друголигаша Хебеи, на чијој је клупи тада седео Радомир Антић. У дресу овог клуба је у 2015. години постигао 13 голова на 29 лигашких мечева па је тако значајно помогао да се Хебеи пласира у кинеску Суперлигу. Након Хебеија постао је члан Неи Монгола, такође кинеског друголигаша. За овај клуб је током 2016. године одиграо 27 утакмица и постигао три гола.

### Други повратак у Звезду
Крајем јануара 2017, се вратио у Црвену звезду. У пролећном делу сезоне 2016/17. је наступио на једанаест утакмица (10 у првенству и један у купу). На утакмици против Спартака из Суботице, одиграној 1. априла 2017, је забележио и свој 200. меч за Црвену звезду.
На утакмици против Јавора, одиграној 17. фебруара 2018, Милијаш је одиграо свој 232. меч у Црвеној звезди па је тако престигао Дејана Миловановића и постао играч са највише утакмица за клуб од освајања европске титуле 1991. године. У сезони 2017/18. је освојио своју четврту титулу са црвено-белима.
У сезони 2018/19. Црвена звезда је изборила пласман у Лигу шампиона, али Милијаш није забележио ниједан наступ ни у квалификацијама ни у групној фази овог такмичења. На првенственој утакмици против новосадског Пролетера, одиграној 7. априла 2019, Милијаш је забележио свој 250 наступ у црвено-белом дресу. У овој сезони је наступио на само осам утакмица (седам у првенству и једна у купу). На крају сезоне је освојио своју пету титулу, па је тако ушао у историју као први играч који је освојио пет пехара домаћег шампионата од распада СФРЈ. Последњи меч у играчкој каријери је одиграо 19. маја 2019. у задњем колу Суперлиге против крушевачког Напретка, када је и подигао пехар шампиона Србије.

## Репрезентација
Милијаш је наступао за младу репрезентацију Србије и Црне Горе. У мају 2006, селектор младе репрезентације Драган Окука је уврстио Милијаша на коначан списак играча за Европско првенство 2006. у Португалу. Репрезентација СЦГ је на овом првенству стигла до полуфинала где је елиминисана на пенале од Украјине, а Милијаш је наступио на све четири утакмице на првенству.
Деби у сениорској репрезентацији Србије је имао 6. септембра 2008, у победи од 2:0 над Фарским острвима у квалификацијама за Светско првенство 2010. Свој први гол за репрезентацију постигао је у Београду на пријатељској утакмици са Бугарском, која је завршена резултатом 6:1. Био је стандардан у квалификацијама за Мондијал у Јужној Африци 2010. године. На квалификационом мечу против Аустрије, одиграном 6. јуна 2009. у Београду, Милијаш је постигао једини гол на утакмици за победу Србије минималним резултатом (1:0). То му је уједно био и први такмичарски гол у националном дресу. Поред гола Аустрији постигао је и важан погодак у Београду против Француске из једанаестерца у ремију (1:1), који је одговарао нашој селекцији. Одиграо је један меч на Светском првенству 2010. у Јужној Африци и то у поразу од Гане (0:1).
Последњи пут за Србију је наступио 11. октобра 2011. против Словеније (0:1) у Љубљани у квалификацијама за Европско првенство 2012.

## Трофеји

### Црвена звезда
- Суперлига Србије (5) : 2005/06, 2006/07, 2013/14, 2017/18, 2018/19.
- Куп Србије (2) : 2005/06, 2006/07.

## Статистика

### Клупска
Ажурирано 20. јула 2019.
| Клуб              | Сезона            | Лига    | Лига   | Куп     | Куп    | Лига Куп | Лига Куп | Европа  | Европа | Укупно  | Укупно |
| Клуб              | Сезона            | Наступа | Голова | Наступа | Голова | Наступа  | Голова   | Наступа | Голова | Наступа | Голова |
| ----------------- | ----------------- | ------- | ------ | ------- | ------ | -------- | -------- | ------- | ------ | ------- | ------ |
| Земун             | 1999/00.          | 2       | 0      | ?       | ?      | –        | –        | –       | –      | 2       | 0      |
| Земун             | 2000/01.          | 10      | 0      | ?       | ?      | –        | –        | –       | –      | 10      | 0      |
| Земун             | 2001/02.          | 26      | 1      | ?       | ?      | –        | –        | –       | –      | 26      | 1      |
| Земун             | 2002/03.          | 27      | 2      | ?       | ?      | –        | –        | –       | –      | 27      | 2      |
| Земун             | 2003/04.          | 27      | 3      | ?       | ?      | –        | –        | –       | –      | 27      | 3      |
| Земун             | 2004/05.          | 22      | 3      | ?       | ?      | –        | –        | –       | –      | 22      | 3      |
| Земун             | 2005/06.          | 15      | 8      | ?       | ?      | –        | –        | –       | –      | 15      | 8      |
| Земун             | Укупно            | 129     | 17     | ?       | ?      | –        | –        | –       | –      | 129     | 17     |
| Црвена звезда     | 2005/06.          | 10      | 4      | 2       | 0      | –        | –        | 0       | 0      | 12      | 4      |
| Црвена звезда     | 2006/07.          | 25      | 5      | 5       | 1      | –        | –        | 4       | 0      | 34      | 6      |
| Црвена звезда     | 2007/08.          | 29      | 10     | 3       | 1      | –        | –        | 10      | 1      | 42      | 12     |
| Црвена звезда     | 2008/09.          | 33      | 18     | 4       | 3      | –        | –        | 2       | 2      | 39      | 23     |
| Црвена звезда     | Укупно            | 97      | 37     | 13      | 5      | –        | –        | 16      | 3      | 127     | 45     |
| Вулверхемптон     | 2009/10.          | 19      | 2      | 2       | 0      | 1        | 0        | 0       | 0      | 22      | 2      |
| Вулверхемптон     | 2010/11.          | 23      | 2      | 2       | 1      | 2        | 2        | 0       | 0      | 27      | 5      |
| Вулверхемптон     | 2011/12.          | 20      | 0      | 1       | 0      | 3        | 2        | 0       | 0      | 24      | 2      |
| Вулверхемптон     | Укупно            | 62      | 4      | 5       | 1      | 6        | 4        | 0       | 0      | 73      | 9      |
| Црвена звезда     | 2012/13.          | 26      | 9      | 3       | 0      | –        | –        | 0       | 0      | 29      | 9      |
| Црвена звезда     | 2013/14.          | 29      | 8      | 3       | 1      | –        | –        | 4       | 0      | 36      | 9      |
| Црвена звезда     | 2014/15.          | 3       | 3      | 0       | 0      | –        | –        | 0       | 0      | 3       | 3      |
| Црвена звезда     | Укупно            | 58      | 20     | 6       | 1      | –        | –        | 4       | 0      | 68      | 21     |
| Манисаспор        | 2014/15.          | 18      | 7      | 5       | 1      | –        | –        | 0       | 0      | 23      | 8      |
| Манисаспор        | Укупно            | 18      | 7      | 5       | 1      | –        | –        | 0       | 0      | 23      | 8      |
| Хебеи             | 2015.             | 29      | 13     | 0       | 0      | –        | –        | –       | –      | 29      | 13     |
| Хебеи             | Укупно            | 29      | 13     | 0       | 0      | –        | –        | –       | –      | 29      | 13     |
| Неи Монгол        | 2016.             | 27      | 3      | 0       | 0      | –        | –        | –       | –      | 27      | 3      |
| Неи Монгол        | Укупно            | 27      | 3      | 0       | 0      | –        | –        | –       | –      | 27      | 3      |
| Црвена звезда     | 2016/17.          | 9       | 0      | 1       | 0      | –        | –        | –       | –      | 10      | 0      |
| Црвена звезда     | 2017/18.          | 30      | 0      | 3       | 1      | –        | –        | 4       | 1      | 37      | 2      |
| Црвена звезда     | 2018/19.          | 7       | 0      | 1       | 0      | –        | –        | 0       | 0      | 8       | 0      |
| Црвена звезда     | Укупно            | 46      | 0      | 5       | 1      | –        | –        | 4       | 1      | 55      | 2      |
| Укупно у каријери | Укупно у каријери | 466     | 101    | 34      | 9      | 6        | 4        | 24      | 4      | 530     | 118    |

### Репрезентативна
| Тим    | Година | Наступи | Голови |
| ------ | ------ | ------- | ------ |
| Србија | 2008.  | 5       | 1      |
| Србија | 2009.  | 9       | 2      |
| Србија | 2010.  | 6       | 1      |
| Србија | 2011.  | 5       | 0      |
| Укупно | Укупно | 25      | 4      |

- Ажурирано 15. јануара 2018. године

#### Голови за репрезентацију
| #  | Датум              | Место                                  | Противник | Гол | Резултат | Такмичење                 |
| -- | ------------------ | -------------------------------------- | --------- | --- | -------- | ------------------------- |
| 1. | 19. новембар 2008. | Стадион Партизана, Београд, Србија     | Бугарска  | 5:1 | 6:1      | Пријатељска               |
| 2. | 6. јун 2009.       | Стадион Црвене звезде, Београд, Србија | Аустрија  | 1:0 | 1:0      | Квалификације за СП 2010. |
| 3. | 9. септембар 2009. | Стадион Црвене звезде, Београд, Србија | Француска | 1:0 | 1:1      | Квалификације за СП 2010. |
| 4. | 4. јун 2010.       | Стадион Партизана, Београд, Србија     | Камерун   | 3:2 | 4:3      | Пријатељска               |